# Băng vết thương
Băng vết thương là một loại dụng cụ y tế dụng để bảo vệ, che chở vết thương, hay còn dùng để cố định một bộ phận nào đó của cơ thể. Băng vết thương được sử dụng cho hầu hết các loại vết thương, đặc biệt cần thiết trong những trường hợp bị chảy máu nặng hay bị động vật có độc cắn. Hiện nay, băng vết thương có nhiều loại, từ loại đơn giản đến loại có thiết kế đặc biệt để phù hợp với từng vị trí trên cơ thể.

## Lịch sử phát triển
Về lịch sử phát triển của băng vết thương, có tài liệu cho rằng băng vết thương được chính thức cho vào sản xuất vào năm 1942, thậm chí là năm 1938 hoặc sớm hơn. Loại băng vết thương khi đó được dùng là băng gạc kèm theo với viên đá để tăng áp lực lên vết thương làm tăng hiệu quả cầm máu. Sau này, băng vết thương được một bác sĩ quân y Bernard Bar-Natan Ben cải tiến để có thể tạo được áp lực nên vết thương mà không cần dùng kèm thêm với đá nữa. Vào năm 1990-1991, ý tưởng và thiết kế đã được chính phủ Hoa Kỳ thông qua và đưa vào ứng dụng trong thực tế.

## Phân loại
Băng vết thương thông thường: Băng vết thương thông thường có cấu tạo rất đơn giản, kích thước thường nhỏ gọn, phần lớn sử dụng vải là vật liệu chính, có keo dính để kết dính với da, không bị rơi khi hoạt động hay xuống nước, một số loại băng dính còn có thêm chất sát khuẩn để tránh nhiễm khuẩn cho vết thương.
Băng vết thương dạng xịt: là việc bao bọc vết thương bằng cách "xịt" dung dịch tạo màng sinh học lên vết thương để tạo thành một lớp màng bảo vệ vết thương tránh khỏi sự xâm nhập của vi khuẩn, ngăn thấm nước, giúp vết thương thông thoáng, mau lành và không để lại sẹo. Đây được xem như là thành tựu của nền y học hiện đại, đã và đang được sử dụng rộng rãi ở các nước phát triển, có nền y học tiến bộ.

## Công dụng
Băng vết thương là một loại dụng cụ y tế dụng để bảo vệ, che chở vết thương, tránh cho vết thương tiếp xúc với tác động có hại bên ngoài. Băng vết thương thông thường có tác dụng cầm máu, trong những trường hợp chảy máu nhẹ và vừa. Một số loại băng dán còn có thêm chất sát khuẩn để chống nhiễm khuẩn cho vết thương. Băng vết thương đặc biệt cần thiết trong những trường hợp bị động vật có độc cắn.
Hiện nay, băng vết thương thông thường có nhiều loại, nhiều kích cỡ, từ loại đơn giản đến loại có thiết kế đặc biệt để phù hợp với từng vị trí trên cơ thể.
Băng vết thương dạng xịt là một thành tựu của y học hiện đại, thường có thành phần chính là màng sinh học Polyesteramide có tác dụng bảo vệ vết thương chống lại sự xâm nhập các tác nhân có hại từ môi trường bên ngoài như vi khuẩn, nước, và có ưu điểm là giúp vết thương thông thoáng, mau lành và hạn chế sẹo tại vết thương.

## Sử dụng băng vết thương
Băng vết thương thông thường dùng cho loại vết thương có miệng nhỏ, miệng vết thương sạch, không chảy máu nhiều và không cần phải khâu, có tác dụng chỉ tạm thời cầm máu, bảo vệ bề mặt vết thương. 
Trước khi sử dụng băng phải kiểm tra xem vết thương có bụi bẩn không, cần làm sạch vết thương, rồi mới dán.
Sau khi dán băng vết thương, phải duy trì giữ gìn khô ráo và sạch sẽ, không để ngấm nước hoặc nhiễm bẩn. Nếu băng dán bị dính nước, nên lập tức thay băng khác ngay, nếu không rất có thể sẽ tạo thành môi trường để vi khuẩn phát sinh.  
Không nên quấn băng quá chặt, để tránh vết thương không thông khí mà sinh ra các vi khuẩn kỵ khí nhiễm trùng, hoặc dẫn tới tuần hoàn máu chỗ vết thương bị bức bí.
Đối với những vết thương như trầy xước, bỏng… không cần dùng đến băng gạc để cầm máu hoặc các vết thương chảy máu đã đến giai đoạn ổn định, vết thương rộng và nông, vết khâu – vết mổ, vết thương phẫu thuât, nên dùng băng vết thương dạng xịt để vết thương thông thoáng, giúp vết thương mau lành, không gây đau đớn khi tháo băng và thay băng.
Băng vết thương dạng xịt có tác dụng tốt trong việc bao phủ, bảo vệ vết thương, ngăn nhiễm khuẩn, ngăn thấm nước và giúp vết thương mau lành sẹo.